# Mohamed Abdel Mawgoud
Mohamed Abdel Mawgoud (arab. محمد عبد الموجود ;ur. 1 czerwca 1994) – egipski judoka. Olimpijczyk z Tokio 2020, gdzie zajął siedemnaste miejsce wadze półlekkiej.
Siódmy na mistrzostwach świata w 2019; uczestnik zawodów w 2014, 2018, 2021 i 2022. Startował w Pucharze Świata w latach 2014-2016 i 2023. Brązowy medalista igrzysk afrykańskich w 2015 i 2019. Zdobył osiem medali mistrzostw Afryki w latach 2013 - 2024. Triumfator igrzysk śródziemnomorskich w 2022 i piąty w 2018 roku.

## Letnie Igrzyska Olimpijskie 2020
| Konkurencja | Eliminacje             | Klas. końcowa |
| Konkurencja | Przeciwnik I           | Miejsce       |
| ----------- | ---------------------- | ------------- |
| 66 kg       | Daniel Cargnin (BRA) P | 17.           |